# Aleksandar Ljaftow
Aleksandar Ljaftow (ur. 15 sierpnia 1990) – macedoński siatkarz, grający na pozycji przyjmującego, reprezentant Macedonii Północnej. 

## Sukcesy klubowe
Mistrzostwo Macedonii Północnej:
- 2010

Mistrzostwo Chorwacji:
- 2017

Puchar Bułgarii:
- 2019, 2020

Superpuchar Bułgarii:
- 2019

Mistrzostwo Bułgarii:
- 2021[2]
- 2019, 2020

## Sukcesy reprezentacyjne
Liga Europejska:
- 2015, 2016, 2017
- 2014